# Liste der Monuments historiques in Frécourt
Die Liste der Monuments historiques in Frécourt führt die Monuments historiques in der französischen Gemeinde Frécourt auf.

## Liste der Objekte
| Bezeichnung                   | Beschreibung                                                                              | Standort                                             | Kennzeichnung | Schutzstatus | Datum | Bild |
| ----------------------------- | ----------------------------------------------------------------------------------------- | ---------------------------------------------------- | ------------- | ------------ | ----- | ---- |
| Skulptur Madonna mit Kind (1) | Stein, farbig gefasst, 14. Jahrhundert                                                    | Fermes de Lavrigny, in der Kapelle Notre-Dame (Lage) | PM52001202    | Classé       | 1975  |      |
| Skulptur Heiliger Mamas       | Holz, farbig gefasst, 16. Jahrhundert                                                     | Fermes de Lavrigny, in der Kapelle Notre-Dame (Lage) | PM52001606    | Inscrit      | 1975  |      |
| Skulptur Heiliger Renobert    | Holz, farbig gefasst, 17. Jahrhundert                                                     | Fermes de Lavrigny, in der Kapelle Notre-Dame (Lage) | PM52001604    | Inscrit      | 1975  |      |
| Skulptur Madonna mit Kind (2) | Holz, farbig gefasst, 17. Jahrhundert                                                     | Fermes de Lavrigny, in der Kapelle Notre-Dame (Lage) | PM52001605    | Inscrit      | 1975  |      |
| Pietà                         | Stein, farbig gefasst, 16. Jahrhundert                                                    | Fermes de Lavrigny, in der Kapelle Notre-Dame (Lage) | PM52001203    | Classé       | 1975  |      |
| Skulptur Heiliger Franz Xaver | Holz, farbig gefasst, 17. Jahrhundert                                                     | Fermes de Lavrigny, in der Kapelle Notre-Dame (Lage) | PM52001603    | Inscrit      | 1975  |      |
| Zwei Prozessionskreuze        | Metall, versilbert, 19. Jahrhundert                                                       | Frécourt, in der Kirche St-Barthélemy (Lage)         | PM52001600    | Inscrit      | 1975  |      |
| Kelch                         | Silber, vergoldet, 1862 von Edmond-François Lethimonnier; Stiftung von Eugénie de Montijo | Frécourt, in der Kirche St-Barthélemy (Lage)         | PM52001601    | Inscrit      | 1975  |      |
| Monstranz                     | Metall, vergoldet, 1857; Stiftung von Napoleon III.                                       | Frécourt, in der Kirche St-Barthélemy (Lage)         | PM52001602    | Inscrit      | 1975  |      |